# Costa de Marfil en los Juegos Olímpicos
Costa de Marfil en los Juegos Olímpicos está representada por el Comité Olímpico Nacional de Costa de Marfil, creado en 1962 y reconocido por el Comité Olímpico Internacional en 1963.
Ha participado en quince ediciones de los Juegos Olímpicos de Verano, su primera presencia tuvo lugar en Tokio 1964. El país ha obtenido un total de cinco medallas en las ediciones de verano: una de oro, una de plata y tres de bronce.
En los Juegos Olímpicos de Invierno Costa de Marfil no ha participado en ninguna edición.

## Medallero

### Por edición
Juegos Olímpicos de Verano
| Evento              | Oro | Plata | Bronce | Total |
| ------------------- | --- | ----- | ------ | ----- |
| Tokio 1964          | 0   | 0     | 0      | 0     |
| México 1968         | 0   | 0     | 0      | 0     |
| Múnich 1972         | 0   | 0     | 0      | 0     |
| Montreal 1976       | 0   | 0     | 0      | 0     |
| Moscú 1980          | –   | –     | –      | –     |
| Los Ángeles 1984    | 0   | 1     | 0      | 1     |
| Seúl 1988           | 0   | 0     | 0      | 0     |
| Barcelona 1992      | 0   | 0     | 0      | 0     |
| Atlanta 1996        | 0   | 0     | 0      | 0     |
| Sídney 2000         | 0   | 0     | 0      | 0     |
| Atenas 2004         | 0   | 0     | 0      | 0     |
| Pekín 2008          | 0   | 0     | 0      | 0     |
| Londres 2012        | 0   | 0     | 0      | 0     |
| Río de Janeiro 2016 | 1   | 0     | 1      | 2     |
| Tokio 2020          | 0   | 0     | 1      | 1     |
| París 2024          | 0   | 0     | 1      | 1     |
| TOTAL               | 1   | 1     | 3      | 5     |

### Por deporte
Deportes de verano
| Evento    | Oro | Plata | Bronce | Total |
| --------- | --- | ----- | ------ | ----- |
| Atletismo | 0   | 1     | 0      | 1     |
| Taekwondo | 1   | 0     | 3      | 4     |
| TOTAL     | 1   | 1     | 3      | 5     |